# Journal of the National Comprehensive Cancer Network
Journal of the National Comprehensive Cancer Network is een internationaal, aan collegiale toetsing onderworpen wetenschappelijk tijdschrift op het gebied van de oncologie. De naam wordt in literatuurverwijzingen meestal afgekort tot J. Natl. Compr. Canc. Netw. Het wordt uitgegeven door Harborside Press namens het National Comprehensive Cancer Network en verschijnt maandelijks. Het eerste nummer verscheen in 2003.